# Batman: Dead End
Pour les articles homonymes, voir Batman (homonymie) et Dead End.
Pour plus de détails, voir Fiche technique et Distribution.
Batman: Dead End  est un court métrage de super-héros américain non officiel écrit et réalisé par Sandy Collora. Il est présenté au Comic-Con en 2003.

## Synopsis
Aidé par Harley Quinn, le Joker s'est évadé de l'Asile d'Arkham et Batman ne tarde pas à le retrouver. Mais le Joker se fait enlever par une bête à queue squelettique, un xénomorphe. Batman affronte ce dernier, mais voit ensuite arriver un autre combattant, un Predator. Une fois le Predator battu, plusieurs autres créatures arrivent. Batman se prépare alors à un combat désespéré.

## Fiche technique
Sauf indication contraire, les informations mentionnées dans cette section peuvent être confirmées par la base de données cinématographiques IMDb,  présente dans la section « Liens externes ».
- Titre original : Batman: Dead End
- Réalisation : Sandy Collora
- Scénario : Sandy Collora, d'après les personnages créés par Bob Kane, Bill Finger, Bill Finger, Jerry Robinson, Dan O'Bannon, Ronald Shusett, Jim Thomas et John Thomas
- Direction artistique : Sandy Collora
- Décors : Sandy Collora
- Costumes : Michael MacFarlane et Sandy Collora (non crédité)
- Photographie : Vincent E. Toto
- Montage : Toby Divine
- Production : Daren Hicks et Simon Tams
- Société de production : NBV Productions
- Sociétés de distribution : Collora Studios et TheForce.Net
- Budget : 30 000 dollars
- Format : Couleurs - 2,35:1 - Dolby Digital - 35 mm
- Pays de production : États-Unis
- Langue : anglais
- Genre : super-héros, science-fiction, action
- Durée : 8 minutes
- Date de sortie :
  - États-Unis : 19 juillet 2003 (présentation au Comic-Con)

## Distribution
- Clark Bartram : Batman
- Andrew Koenig : le Joker
- Kurt Carley : le Predator no 1
- Jake McKinnon : le xénomorphe
- Dragon Dronet : un Predator
- Patrick Magee : le Predator no 3

## Autour du film
- Le film est tourné en quatre jours, dans le quartier de North Hollywood à Los Angeles.
- Il est dédié à la mémoire de Theodore T. Tams Jr. et Ruth Tams Fuguen, respectivement le père et la sœur du producteur Simon Tams, tous deux décédés en décembre 2003, ainsi qu'à la mère de Sandy Collora, décédée l'été suivant.
- La rencontre entre Batman, Alien et Predator avait déjà eu lieu dans les comics Batman versus Predator de 1991 et Batman - Aliens de 1997.
- En 2004, Sandy Collora réalise World's Finest, un autre court-métrage sous forme de fausse bande annonce reprenant l'histoire de Superman/Batman.